# Deborah Van Valkenburgh
Deborah Gaye Van Valkenburgh (Schenectady, Nueva York; 29 de agosto de 1952) es una actriz estadounidense, reconocida principalmente por interpretar el papel de Jackie Rush en la serie de televisión cómica Too Close for Comfort y por su papel en la película de 1979 The Warriors. En 2012 ganó el premio en la categoría de mejor actriz de reparto en el Festival de Cine de PollyGrind por su actuación en la película Road to Hell.

## Primeros años
Van Valkenburgh se graduó de la Shaker High School en Latham, Nueva York, en junio de 1970. Luego se graduó del Pratt Institute in Brooklyn, Nueva York, con un título en pintura y dibujo.[cita requerida]

## Filmografía

### Cine
- Broken Hart (2009)
- Road to Hell (2008)
- Backwoods (2008)
- The Devil's Rejects (2005) - Casey
- 30 Days in Hell (2005)
- Mystery Woman: Mystery Weekend (2005) - Beth
- Criminal (2004)
- Venus Conspiracy (2003) - Zoe
- Firestarter: Rekindled (2002) - Mary Conant
- Where No Fan Has Gone Before: The Making of 'Free Enterprise' (1999)
- Free Enterprise (1998) - Marlena
- Mean Guns (1997) - Cam
- Brainsmasher... A Love Story (1993) - Cammy Crain
- Phantom of the Ritz (1992) - Nancy Drawing
- One Man Out (1989) - Liliana
- Rampage (1988) - Kate Fraser
- C.A.T. Squad: Python Wolf (1988) - Nikki Pappas
- A Bunny's Tale (1985) - Pearl
- Streets of Fire (1984) - Reva
- King of the Mountain (1981) - Tina
- The Warriors (1979) - Mercy

### Televisión
- Messengers (2015)
- Castle (2011) - Ruth Spurloch
- The Event (2010) - Mrs. Larson
- Ghost Whisperer (2010) - Madame Greta
- Without a Trace (2009) - Margot
- The Unit (2009) - Madam
- Criminal Minds (2006) - Betty
- Standoff (2006) - Goldstein
- Cold Case (2005) - Geraldine
- ER (2004) - Louise Garvin
- Once and Again (2002) - Sra. Gonzalez
- The Huntress (2001)
- Chasing Destiny (2001) - Suzy Aquado
- Chicago Hope (1998) - Robin Kleiman
- Mean Guns (1997) - Cam
- The Marshal (1995)
- Star Trek: Deep Space Nine (1995) - Detective Preston
- Quantum Leap (1993) - Diana St. Cloud
- Picket Fences (1992) - Myra Marino
- Bodies of Evidence (1992) - Donna Flint
- Monsters (1990) - Deborah Levitt
- MacGyver (1990) - Sandra Masters/Sue Edwards
- Cagney & Lacey (1988) - Valerie Bailey
- Crime Story (1987)
- Houston Knights (1987) - Lady Smoke
- Hotel (1985) - Camila Palandrini
- Going for the Gold: The Bill Johnson Story (1985) - Kimberly
- Too Close for Comfort (1980) - Jackie Rush (1980–1985)